# Pečice
Pečice är en ort i Tjeckien.   Den ligger i regionen Mellersta Böhmen, i den centrala delen av landet, 60 km söder om huvudstaden Prag. Pečice ligger 498 meter över havet och antalet invånare är 357.
Terrängen runt Pečice är huvudsakligen platt, men österut är den kuperad.Runt Pečice är det glesbefolkat, med 14 invånare per kvadratkilometer. Närmaste större samhälle är Příbram, 12,1 km nordväst om Pečice. I omgivningarna runt Pečice växer i huvudsak blandskog.